# Dominique de La Rochefoucauld
Dominique de La Rochefoucauld-Langeac, cardenal de La Rochefoucauld (Saint-Chély-d'Apcher, 26 de septiembre de 1712-Münster, 23 de septiembre de 1800), fue un prelado y político francés del siglo XVIII.
Arzobispo de Albi luego de Rouen, primado de Normandía, el Cardenal de La Rochefoucauld fue elegido diputado por los Estados Generales de 1789. Se opuso a la Revolución y la constitución, se negó a tomar el juramento constitucional y emigró en 1792.

## Biografía

### Bajo la Revolución
El 23 de abril de 1789, el clero del bailliage de Rouen, por 783 votos, eligió diputado al Estados Generales. Partidario obstinado del Ancien Régime, se pronunció claramente en contra de la Revolución Francesa y en general en contra de todas las medidas que vayan en esta dirección, presidió la cámara del clero (6 de mayo - 27 de junio), estuvo de acuerdo con la mayoría de esta orden, se mostró contrario a la deliberación por cabeza, a la reunión en el tercer estado, y solo decidió reunirse en el trabajo de la asamblea después del 14 de julio, para defender mejor las instituciones del Antiguo Esquema.
Convencido defensor de los principios del clero, el cardenal de La Rochefoucauld encabeza, a pesar de su avanzada edad, una férrea oposición a la Constitución. Se niega a prestar juramento a la Constitución Civil del Clero. Se le priva de sus rentas y prestaciones. Firmó la protesta del 12 de septiembre de 1791 contra las innovaciones hechas por la Asamblea en materia de disciplina religiosa. Una instrucción pastoral publicada por él el mismo año fue lacerada y quemada por el tribunal de Rouen por contraria a la ley; pero se abandonó el procedimiento y fue absuelto de los cargos.
Él emigró después del día del 10 de agosto de 1792· y se refugió en Maastricht luego a Bruselas. Desde julio de 1794 residió en Münster, Alemania. A los 87 años no hizo el viaje y no participó en el cónclave de 1799-1800 que eligió a Pío VII.
El 20 de septiembre de 1800 después de la celebración de la Misa, se enfermó y su estado se deterioró rápidamente. Recibe los santos sacramentos al día siguiente. Murió el 23 de septiembre en Münster. Los funerales grandiosos se celebran por orden del príncipe-obispo de Münster el archiduque Maximiliano Francisco de Austria. La oración fúnebre fue pronunciada el 15 de mayo de 1801 por el padre Pierre François Théophile Jarry.
En abril de 1876, sus restos fueron trasladados a Rouen y enterrados en la cripta de los arzobispos de la Catedral de Rouen.